# Eremosaprinus opacus
Eremosaprinus opacus är en skalbaggsart som först beskrevs av Horn 1894.  Eremosaprinus opacus ingår i släktet Eremosaprinus och familjen stumpbaggar. Inga underarter finns listade i Catalogue of Life.